# 三岔镇 (遵义市)
三岔镇，是中华人民共和国贵州省遵义市播州区下辖的一个乡镇级行政单位。

## 行政区划
三岔镇下辖以下地区：
庆远居社区、红星村、红光村、苏山村、长山村、高山村和长安村。